# Станіслав Свєнтоховський
Станіслав Свєнтоховський (пол. Stanisław Świętochowski; 22 березня 1759, Дюнабург — 9 лютого 1831, Стара Весь) — церковний діяч, педагог, священник Товариства Ісуса, провінціал Галицької провінції єзуїтів у 1820—1828.

## Життєпис
Вступив до Товариства Ісуса 20 вересня 1772 року у Вільнюсі. У 1786 році в Полоцьку був висвячений на священника. Викладав поетику та риторику в колегіумах Полоцька (1788—1789) та Могильова (1789—1790). Проповідник і професор французької мови в Дюнабурзі (1791—1792), проповідник у Полоцьку (1792—1793). Префект єзуїтських шкіл у Могильові (1793—1795, 1802—1804), Вітебську (1795—1797), Дюнабурзі (1797—1799), Орші (1799—1802) та Полоцьку (1804—1810). Богослов єпископа Беніславського (1810—1812). Секретар провінціала Алоїза Ландеса (1813—1814), ректор Оршанського єзуїтського колегіуму (1814—1817, 1819—1820), провінціал Білоруської провінції Товариства Ісуса (1817—1820).
Після вигнання єзуїтів з Російської імперії (1820) переїхав до Галичини, де з 1820 по 1828 рік обіймав посаду провінціала Галицької провінції. Брав участь у ХХ Генеральній конгрегації Товариства Ісуса. В останні роки жив і працював у Старій Весі (1828—1831).